# Frank Rohde
Frank Rohde (Rostock, 2 marzo 1960) è un allenatore di calcio ed ex calciatore tedesco orientale dal 1990 tedesco, di ruolo difensore.